# Maksim Kitsyne
Pour les articles homonymes, voir Kitsyne.
Maksim Alekseïevitch Kitsyne - en russe : Максим Алексеевич Кицын et en anglais : Maxim Kitsyn - (né le 24 décembre 1991 à Novokouznetsk en URSS) est un joueur professionnel russe de hockey sur glace. Il évolue au poste d'ailier. Il est le fils d'Alekseï Kitsyne et le frère de Kirill Kitsyne qui ont joué en professionnel.

## Biographie

### Carrière en club
En 2008, il commence sa carrière professionnelle avec le Metallourg Novokouznetsk dans la KHL. À 16 ans et 8 mois, il inscrit un doublé contre le Dinamo Minsk, ce qui fait de lui le plus jeune buteur de l'histoire du championnat russe. Lors du repêchage d'entrée dans la LNH 2010, il est choisi au sixième tour, à la 158e position au total par les Kings de Los Angeles. Au cours de la sélection européenne 2010 de la Ligue canadienne de hockey, il est choisi en première ronde en dix-septième position par le St. Michael's Majors de Mississauga. Il inscrit son premier coup du chapeau le 30 octobre 2010 face à l'Atlant Mytichtchi lors d'une victoire 3-0. À 18 ans et 310 jours, il s'agit alors du plus jeune joueur à avoir inscrit un triplé depuis le début du Championnat de Russie. Le 6 janvier 2011, il décide de rejoindre les St. Michael's Majors de Mississauga dans la Ligue de hockey de l'Ontario. Le 29 août 2012, il est échangé au Torpedo Nijni Novgorod en retour d'une compensation monétaire et de choix de deuxième tour et de troisième tour lors du repêchage d'entrée dans la KHL 2013.

### Carrière internationale
Il représente la Russie au niveau international. Il a participé aux sélections jeunes. Il prend part au championnat du monde moins de 18 ans 2009. Il est aligné en deuxième ligne avec Ievgueni Kouznetsov et Aleksandr Bourmistrov. L'équipe s'incline en finale 5-0 contre les américains, organisateurs de la compétition. Il prend part à la Super Serie Subway en 2009 et 2010. Lors du championnat du monde junior 2011, il inscrit un but lors de la finale remportée 5-3 face au Canada après que la Sbornaïa a été menée 3-0 à la fin du deuxième tiers-temps. Le 13 décembre 2011, il est sélectionné pour la première fois en équipe de Russie B pour disputer un match amical contre l'Allemagne.

## Trophées et honneurs personnels

### Championnat de Russie junior
- 2008 : désigné meilleur attaquant[4].

### Ligue continentale de hockey
- 2008-2009 : élu recrue du mois de septembre.

### VHL
- 2019-2020 : termine meilleur pointeur.
- 2019-2020 : termine meilleur buteur.
- 2019-2020 : termine avec le meilleur ratio +/-.

## Statistiques

### En club
| Saison    | Équipe                              | Ligue          |                   | Saison régulière  | Saison régulière  | Saison régulière  | Saison régulière  | Saison régulière |    | Séries éliminatoires | Séries éliminatoires | Séries éliminatoires | Séries éliminatoires | Séries éliminatoires |
| Saison    | Équipe                              | Ligue          | PJ                | B                 | A                 | Pts               | Pun               | PJ               | B  | A                    | Pts                  | Pun                  |                      |                      |
| 2007-2008 | Metallourg Novokouznetsk 2          | Pervaïa liga   |                   |                   |                   |                   |                   |                  |    |                      |                      |                      |                      |                      |
| 2008-2009 | Metallourg Novokouznetsk            | KHL            | 31                | 5                 | 2                 | 7                 | 26                |                  |    |                      |                      |                      |                      |                      |
| 2009-2010 | Metallourg Novokouznetsk            | KHL            | 21                | 1                 | 1                 | 2                 | 12                |                  |    |                      |                      |                      |                      |                      |
| 2009-2010 | Kouznetskie Medvedi                 | MHL            | 11                | 6                 | 12                | 18                | 26                | 17               | 9  | 11                   | 20                   | 42                   |                      |                      |
| 2010-2011 | Metallourg Novokouznetsk            | KHL            | 18                | 3                 | 4                 | 7                 | 8                 |                  |    |                      |                      |                      |                      |                      |
| 2009-2010 | Kouznetskie Medvedi                 | MHL            | 3                 | 1                 | 1                 | 2                 | 2                 |                  |    |                      |                      |                      |                      |                      |
| 2010-2011 | St. Michael's Majors de Mississauga | LHO            | 32                | 9                 | 17                | 26                | 24                | 20               | 10 | 9                    | 19                   | 14                   |                      |                      |
| 2011      | St. Michael's Majors de Mississauga | Coupe Memorial | -                 | -                 | -                 | -                 | -                 | 5                | 1  | 1                    | 2                    | 8                    |                      |                      |
| 2011-2012 | Metallourg Novokouznetsk            | KHL            | 32                | 1                 | 2                 | 3                 | 13                | -                | -  | -                    | -                    | -                    |                      |                      |
| 2011-2012 | Iermak Angarsk                      | VHL            | 6                 | 2                 | 2                 | 4                 | 0                 | 4                | 0  | 0                    | 0                    | 4                    |                      |                      |
| 2011-2012 | Kouznetskie Medvedi                 | MHL            | 10                | 7                 | 1                 | 8                 | 10                | 7                | 3  | 3                    | 6                    | 8                    |                      |                      |
| 2012-2013 | Torpedo Nijni Novgorod              | KHL            | 8                 | 0                 | 0                 | 0                 | 4                 | -                | -  | -                    | -                    | -                    |                      |                      |
| 2012-2013 | HK Sarov                            | VHL            | 29                | 9                 | 3                 | 12                | 63                | 3                | 1  | 1                    | 2                    | 4                    |                      |                      |
| 2013-2014 | Monarchs de Manchester              | LAH            | 20                | 3                 | 1                 | 4                 | 2                 | -                | -  | -                    | -                    | -                    |                      |                      |
| 2013-2014 | Reign d'Ontario                     | ECHL           | 33                | 14                | 16                | 30                | 27                | 4                | 1  | 0                    | 1                    | 2                    |                      |                      |
| 2014-2015 | Reign d'Ontario                     | ECHL           | 57                | 26                | 17                | 43                | 155               | 19               | 4  | 7                    | 11                   | 19                   |                      |                      |
| 2014-2015 | Monarchs de Manchester              | LAH            | 7                 | 1                 | 0                 | 1                 | 0                 | -                | -  | -                    | -                    | -                    |                      |                      |
| 2015-2016 | Monarchs de Manchester              | ECHL           | 65                | 26                | 29                | 55                | 59                | 5                | 2  | 1                    | 3                    | 0                    |                      |                      |
| 2015-2016 | Reign d'Ontario                     | LAH            | 2                 | 0                 | 0                 | 0                 | 0                 | -                | -  | -                    | -                    | -                    |                      |                      |
| 2016-2017 | Torpedo Nijni Novgorod              | KHL            | 4                 | 0                 | 0                 | 0                 | 4                 | -                | -  | -                    | -                    | -                    |                      |                      |
| 2016-2017 | HK Sarov                            | VHL            | 19                | 2                 | 2                 | 4                 | 16                | -                | -  | -                    | -                    | -                    |                      |                      |
| 2017-2018 | Admiral Vladivostok                 | KHL            | 16                | 0                 | 3                 | 3                 | 26                | -                | -  | -                    | -                    | -                    |                      |                      |
| 2017-2018 | Ioujny Oural Orsk                   | VHL            | 11                | 2                 | 4                 | 6                 | 72                | -                | -  | -                    | -                    | -                    |                      |                      |
| 2018-2019 | Saryarka Karaganda                  | VHL            | 38                | 10                | 14                | 24                | 50                | 18               | 5  | 2                    | 7                    | 15                   |                      |                      |
| 2019-2020 | Metallourg Novokouznetsk            | VHL            | 53                | 39                | 30                | 69                | 32                | -                | -  | -                    | -                    | -                    |                      |                      |
| 2020-2021 | Metallourg Novokouznetsk            | VHL            | 43                | 17                | 10                | 27                | 18                | 20               | 12 | 15                   | 27                   | 10                   |                      |                      |
| 2021-2022 | Metallourg Novokouznetsk            | VHL            | 52                | 32                | 36                | 68                | 32                | 5                | 2  | 4                    | 6                    | 4                    |                      |                      |
| 2022-2023 | Metallourg Novokouznetsk            | VHL            | 49                | 19                | 19                | 38                | 31                | 18               | 7  | 9                    | 16                   | 14                   |                      |                      |
| 2023-2024 | Metallourg Novokouznetsk            | VHL            | 15                | 4                 | 5                 | 9                 | 12                | -                | -  | -                    | -                    | -                    |                      |                      |
| 2023-2024 | Iougra Khanty-Mansiïsk              | VHL            | 31                | 15                | 12                | 27                | 24                | 12               | 2  | 1                    | 3                    | 0                    |                      |                      |
| 2024-2025 | Molot Perm                          | VHL            | Saison en cours ? | Saison en cours ? | Saison en cours ? | Saison en cours ? | Saison en cours ? |                  |    |                      |                      |                      |                      |                      |

### En équipe nationale
| Année | Compétition                 |   | PJ | B | A | Pts | Pun | +/-                |  | Résultats |
| 2009  | Championnat du monde 18 ans | 7 | 4  | 4 | 8 | 16  | +7  | Médaille d'argent  |  |           |
| 2010  | Championnat du monde junior | 6 | 0  | 3 | 3 | 0   | +2  | Sixième de l'élite |  |           |
| 2011  | Championnat du monde junior | 7 | 5  | 4 | 9 | 0   | +7  | Médaille d'or      |  |           |